# Roberts Zīle
Roberts Zīle, né le 20 juin 1958 à Riga, est une personnalité politique lettonne, membre de l'Alliance nationale (NA).

## Biographie
Roberts Zīle est ministre pendant sept années consécutives, chargé des Finances de 1997 à 1998, puis des Relations avec les institutions financières internationales de 1998 à 1999, et enfin des Transports de 2002 à 2004.
Lors des élections européennes de 2004 il a été au Parlement européen, où il siège jusqu'en 2009 au sein de l'Union pour l'Europe des nations, dont il a été vice-président, puis au sein du groupe des Conservateurs et réformistes européens (CRE). Il y a été réélu en 2009 et en 2014.